# Lazare Souop
Pour les articles homonymes, voir Souop.
Lazare Souop est un médecin et député du MRC au Cameroun.

## Biographie

### Carrière
Il a été maire et député pour le compte du SDF. Il devient l'unique député du MRC,.